# Asyndetus carcinophilus
Asyndetus carcinophilus är en tvåvingeart som beskrevs av Octave Parent 1937. Asyndetus carcinophilus ingår i släktet Asyndetus och familjen styltflugor. Inga underarter finns listade i Catalogue of Life.